# 東海テレビ制作昼の帯ドラマ
東海テレビ制作昼の帯ドラマ（とうかいテレビせいさくひるのおびドラマ）は、1964年5月4日から2016年3月31日まで、東海テレビを制作局として、フジテレビ系列28局で、月曜日から金曜日の13時台後半に放送されていた昼の帯ドラマ（昼ドラ）放送枠。
前途の通り1964年5月4日から2016年3月31日にかけて、累計作品全214作品・52年・累計話数全13,319話が放送された。当初はモノクロ放送・モノラル放送だったが、1972年1月10日開始の『むらさき心中』からカラー放送となり、1989年7月3日開始の 『夏の嵐』からステレオ放送となった。

## 概要
本枠の名称について、東海テレビの公式資料・公式会見・公式サイトでは『昼の帯ドラマ』や通称である『昼ドラ』、または『昼の連続ドラマ』が用いられていた。
ワンセグ・地上デジタルテレビ放送などの番組名表記において、東海テレビと一部の局では『THKドラマ○○○○』と表記され、番組名の後に#○○と話数やサブタイトルが表記される局もあった。

### 制作方針とフォーマット
1964年5月、フジテレビの制作要請を受けて開始された。要請の理由としては、フジテレビのスタッフの多くが東京オリンピックの取材などに回され、人材が不足していたためと言われている。番組開始当初はスタジオの関係上、名古屋での収録だったが、1969年の『どっこいショ』から東京での収録になった。このことから、東海テレビのサービスエリアとなる東海3県を舞台に描くドラマは「嵐がくれたもの」（1959年の伊勢湾台風が題材。この時は愛知県を中心としたロケが行われた）などごく限られ、稀に地方ロケが敢行された。
1970年代の『あかんたれ』などの作品から社会現象的ヒットを生み出し、『愛の嵐』『華の嵐』などの『嵐』シリーズで人気を集め、さらには『真珠夫人』・『牡丹と薔薇』・『偽りの花園』・『冬の輪舞』といったドロドロ愛憎劇（Love and Hatred Opera、LHO）をテーマとした作品群が大ヒットを博し、社会現象にまでなった。『真珠夫人』・『牡丹と薔薇』・『冬の輪舞』の3作品は、何れも番組放送終了から数ヶ月後に『金曜エンタテイメント』でスペシャル版が放送された。夏・冬・春の長期休暇でこの時間帯にも在宅することが多くなる小学生や中学生などに配慮し、夏季（7月 - 9月）と冬季（1月 - 3月）には『はるちゃん』シリーズや『貫太ですッ!』・『女医・優〜青空クリニック〜』といった比較的ライトな内容の作品を編成することもあったが、「東海テレビの昼ドラと言えばドロドロ愛憎劇」という印象が強かった2000年代後半はファミリー向けの編成はしなかった。しかし長期的に視聴率低迷傾向が続いたため、2009年春改編以降は枠改革を行い、内容によって期間を変えて季節を問わず様々なタイプのドラマを放送する方針に変更した。
本枠の作品が好評を博したことに刺激を受け、1971年に中部日本放送（CBC）、1975年に毎日放送（MBS）も昼ドラの制作に参入。1976年3月までは東海テレビが13:30 - 13:45、CBCが13:45 - 14:00の時間帯に編成していたため、時間帯が競合していなかったが、13:45からのドラマ枠（フジテレビ制作）の廃止に伴って放送時間の延長が行われてからは重複するようになり、例が少ない「在名テレビ局制作全国ネット番組同士での競合」という事態が生じていた。CBCのドラマ枠が「ドラマ30」に変わってからも、CBCが制作を担当した期間は同様の現象が生じた。しかし、2009年3月27日をもって毎日放送・中部日本放送制作の昼ドラが終了し、その後テレビ東京系列で放送していたLドラが終了したことに伴い、2010年4月5日からは地上波民放の昼の時間帯で唯一新作を放送する全国ネットの昼ドラマかつ帯ドラマとなった。
実質的な制作には東宝テレビ部、泉放送制作、テレパック、国際放映、ビデオフォーカスなどのテレビ制作プロダクションが携わっており、東海テレビは制作局の東京制作部が企画・人員選定・制作・宣伝を担当し、名古屋本社側は営業・宣伝・CM送り・提供クレジット、視聴者プレゼントの宛先を担当するのみだった。このため、2010年10月以後、一部の作品では「制作著作：○○（制作会社名）、制作：東海テレビ放送」とするクレジット字幕を出したこともあったが、大抵は「制作：東海テレビ放送、○○（制作会社名）」とすることが基本的だった。2010年1月期に放送された『インディゴの夜』はフジテレビを傘下に置くフジ・メディア・ホールディングスの子会社である共同テレビジョンが当枠で初めて制作に関わった。この理由から著作権は基本的に制作会社が有しており、東海テレビの権利が切れるのを待ってローカル局での遅れ放送（系列外を含む。当該地区では実質的な再放送）が実施されている。また、一部作品はCS放送で放映されている。
作品の放送開始前・放送期間中・放送後に番宣番組や特別編が放送されることがあった。また、一部作品は派生した展開が行われ、『はるちゃん』と『インディゴの夜』は舞台化された。

### シリーズの終焉
2015年10月28日付スポーツニッポンにおいて、およそ52年間続いたこの枠の放送が2016年3月を以って終了すると報道された。これは、フジテレビが視聴率回復を目指すための月-金曜昼帯の番組改編の一環であり、前枠の『ライオンのごきげんよう』も終了し、本番組および『ごきげんよう』、続く14時 - 15時台『直撃LIVE グッディ!』の後番組として、月曜 - 金曜13時ごろからの3時間枠で加藤綾子（当時フジテレビアナウンサー）MCによる新情報番組が2016年4月より開始されると報じられた（後述のように実際は異なる）。フジテレビ社長の亀山千広（当時）は、11月27日の社長定例会見で本枠を2016年3月で終了することを正式に発表した際、「本来は制作局である東海テレビが発表することである」「失言でした」と謝罪する異例の事態となった。その後、2016年1月20日に東海テレビから終了の正式発表がなされた。全214作だった。これにより、民放の帯ドラマは一旦全部姿を消すことになったが、本枠終了後の2017年4月3日から2020年3月27日までテレビ朝日で、毎週月曜 - 金曜12:30 - 12:50に帯ドラマの新枠『帯ドラマ劇場』が途中の中断を挟みながら放送され、民放の帯ドラマが（制作局・系列を変えて）約1年のブランクを経て一時的に復活した。なお、フジテレビ系列としては5年8か月ぶりに『めざましテレビ』のコーナー「めざドラ」として2週間の期間限定ではあるが、復活している。
本枠および『ライオンのごきげんよう』の後枠として、『バイキング』を11:55 - 13:45に50分後拡大とし、『直撃LIVE グッディ!・第1部』は13:45開始となるよう拡大（終了時刻も14:50に繰り上げられ、『同・第2部』は5分前拡大に変更）とすることが報道された。本枠終了後、東海テレビのドラマ枠は土曜23:40 - 翌0:35での新枠『オトナの土ドラ』に移行した。なおこの番組を提供した協賛スポンサーの大半は「オトナの土ドラ」にもそのまま引き継がれている。なお、2016年4月1日の本番組と『ライオンのごきげんよう』の穴埋め代替として、『バイキング』の1時間拡大SPを放送。
本枠の全放送回は13,319回であり、最終作品となる『嵐の涙〜私たちに明日はある〜』の最終話（第44話）の平均視聴率は2.1%（ビデオリサーチ、関東地区・世帯・リアルタイム）であった。

### 沿革
- 放送開始から数年は著名作家の円地文子・井上靖などの原作を基にした文芸ドラマが人気であり[9]、1970年代後半以降では『あかんたれ』や『ぬかるみの女』など花登筺脚本の浪花根性ドラマがヒットしたり[注釈 10]、1960年代から1980年代前半頃までNHK連続テレビ小説や読売テレビ制作朝の連続ドラマのように、ある人物の一代記や成功記を描いた作品を数多く制作してきた[9]。なお、当枠のカラー化はフジテレビ系列の番組でも比較的遅かったが、1972年1月10日開始の『むらさき心中』でようやく達成された[2]。
- 番組開始から1976年3月の『満天の星』までは13:30 - 13:45までの15分間番組だったが、1976年4月の『三日月情話』から、フジテレビ平日昼1時45分の連続ドラマ枠を事実上吸収して15分拡大した。
- 放送期間は番組開始当初は2か月から最長で9か月（『あかんたれ』と『ぬかるみの女』のそれぞれ第1作が9か月=3クールであった）と作品によって幅があったが、1983年10月から2009年4月3日までは1作品3か月固定だった。なお『あかんたれ』の9か月放送に伴い、1978年に本枠で放送予定だった『愛人』と『赤とんぼ』の2作品を、1時間前の月曜 - 金曜12:30に編成されていた『お昼のテレビ小説』枠（通常はフジ制作枠）で放送した事があった。
- 2009年4月6日開始の『エゴイスト 〜egoist〜』から従来の1作品3か月の作品に加え、1作品2か月の作品もほぼ交互に放送されるようになり、2010年以後ここ数年は1月 - 6月が3か月シリーズ2本、7月 - 12月が2か月シリーズ3本のペースでほぼ固定になっていた（2009年度は3か月ものが6月 - 8月と2010年1月 - 3月の2本、2か月ものが4月 - 5月、9月 - 12月の3本だった。夏休みシーズンについては下述を参照）[9]。2015年度は放送される6作品すべてが2か月1シリーズとするようになった（事実上の後継枠にあたる『オトナの土ドラ』→『土ドラ』でも継承[注釈 11]）。
- 1960年代に「日日の背信」のような昼メロ路線の内容が少数制作されていたが、1986年に放送された『愛の嵐』から欧米の古典小説を翻案した大河ロマンが支持を得て[9]、同枠の代名詞とも言われた「愛欲・愛憎ドロドロ劇」「ドロドロ愛憎劇」というカテゴリーが認知され、『愛の嵐』『華の嵐』『夏の嵐』のいわゆる嵐三部作がヒットし、放送枠自体が「グランドロマン」とも呼ばれた。その流れを受け、1990年代後半からは中島丈博脚本らによるドロドロ愛憎劇が幅広い世代に受け入れられ[9]、2000年代には『真珠夫人』、『牡丹と薔薇』、『冬の輪舞』といった愛憎劇をテーマにした作品が主婦層を中心に社会現象になるほどの話題に発展した。また、『真珠夫人』『牡丹と薔薇』『冬の輪舞』は金曜エンタテイメントで特別編が放送された[注釈 12]。
- 1989年7月 - 10月放送の 『夏の嵐』から、当時まだ珍しかったステレオ放送を開始した。
- 夏期の内容に関して、かつては夏休み期間と重なり在宅して小学生・中学生が見ていることを考慮した作品が少なく、2001年・2003年・2004年7月 - 9月期のにおいてホームドラマの『はるちゃん』『貫太ですッ!』『女医・優〜青空クリニック〜』を放送した程度であった。以降、2005年 - 2008年7月 - 9月期はドロドロ愛憎劇路線に戻った。
- 他方、2009年4月以降の改革案（後述）の実施で児童生徒の夏休みを考慮した路線を復活。2010年・2011年7月 - 8月期の2か月作品とし、本枠として初めて少年・少女の人間模様を描いた[4]『明日の光をつかめ』を放送。『明日光』シリーズはその後も2013年にも放送された。加えて、2012年に子供が主役の『ぼくの夏休み』、2014年に純愛モノの『碧の海〜LONG SUMMER〜』が放送された。
- 2006年1月 - 3月放送の 『新・風のロンド』から、ハイビジョン制作に移行した。さらにはドラマ連動データ放送も開始した。
- 本枠の平均視聴率は1988年の『華の嵐』が10.8%（ビデオリサーチ、関東地区・世帯。以下略）を記録したのを最後に、その後は4 - 9%台に終始する作品が19年半継続中だったことから改革必至の事情となっていたため、2007年から本枠の昼ドラ改革案を練り上げていった[9]。
- 2008年3月31日 - 6月27日放送の『花衣夢衣』からオープニング映像を廃止（それ以降の作品では、2010年1月5日 - 同年4月2日放送の『インディゴの夜』、2013年4月1日開始「白衣のなみだ」、2014年6月30日 - 8月29日放送の「碧の海〜LONG SUMMER〜」で復活、2014年11月4日 - 12月放送の「シンデレラデート」はエンディング[注釈 13]に表示した）。キャスト・スタッフのクレジットは作品名バック・提供後の本編の続きより、右下からスクロールで表示している（2010年9月6日 ‐ 10月29日放送の『天使の代理人』、2012年7月2日 - 8月31日放送の『ぼくの夏休み』および9月3日 - 11月2日放送の『赤い糸の女』のみスクロールではなく、カットイン・アウト方式（点滅式切り替え）で表示。オープニング映像がある作品も原則としてカットイン・アウト方式を使用）。
- 2009年4月以後テレビ東京系以外で唯一の民放帯ドラマになるにあたり、「企画はもっと冒険していきたい」という東海テレビ制作局東京制作部の意図から、昼ドラ文化の存在意義を強調する方針[9]となり、ドロドロ愛憎劇以外にも発想の幅を広く取って、『夏の秘密』『嵐がくれたもの』『Xmasの奇蹟』『インディゴの夜』『明日の光をつかめ』『花嫁のれん』『霧に棲む悪魔』『毒姫とわたし』『鈴子の恋』『七人の敵がいる!〜ママたちのPTA奮闘記〜』といった様々なジャンルのドラマを制作した。
- 2013年4月 - 6月期の『白衣のなみだ』は谷村志穂著の医療小説「余命」が原作（第2・3部は同作品を原案とした一部オリジナル脚本）となるが、3か月間通しのシリーズでありながら、主要なキャスティングを1か月ごとに変える「オムニバス形式」が取られていた。
- 2012年6月25日に公式Twitterを開始し、番組予告や撮影情報、他メディアでの露出情報を発信していた。
- 30分枠となり、長らく13:30 - 14:00での放送が続いていたが、2013年4月1日開始の『白衣のなみだ』より、当ドラマ枠の後続番組『アゲるテレビ』開始に伴い、放送終了時刻を13:58に繰り上げ、28分番組となった[23][24][25]。ただし、従来から設けているステーションブレイクを1分に短縮したため、本編放送時間自体は同じ。しかし『アゲるテレビ』は9月27日をもって、番組開始から僅か半年で終了したため[26][27]、9月30日の『潔子爛漫〜きよこらんまん〜』第21話以降、3月29日までの放送時間（13:30 - 14:00）に復し[28]、ステーションブレイクについても同年3月までと同じ分数となった（従前より2分延長）。
- 2015年3月30日よりフジテレビが午後の新ワイドショー『直撃LIVE グッディ!』を立ち上げ、開始時刻を13:55としたため、本枠は5分繰り上げられ、13:25 - 13:55での放送となった[29][30][31][32]。これにより、半世紀以上に渡って13:30開始だった本枠は、初めて13:25からの開始となった。
- 2015年9月28日開始の『別れたら好きな人』から、公式instagramを開始し、公式Twitter同様、撮影現場やドラマに関する情報を不定期配信していた。
- 東海テレビでは『めざましテレビ』のローカル枠で放送される天気コーナーの際に流されるBGMが放送中の昼ドラの主題歌になっていたり、プロ野球シーズンオフの21:00前放送の天気予報で放送中の昼ドラのPR映像が流されていた。
- エンディングでは予告編以外に企画的なものは普段は行わないが、2014年4月 - 6月に放送された「聖母・聖美物語」では、『連続テレビ小説』と同じ要領のエンド5秒のショートコーナーとして、「今日の能面」というコーナーが設けられた。これは、主人公・聖美の嫁ぐ柳沢家が能楽への造詣が深いという設定のためだった。
- 年末年始と、体育の日（10月第2月曜日）に開催される出雲駅伝中継の際は放送が休止となっていた（駅伝そのものが中止となった場合でも、雨傘番組が予め別途用意されるため、レギュラー復帰とはならなかった[注釈 14]）。大規模な災害や記者会見、裁判など大きなニュースがある場合は報道特別番組の放送が事前に設定されることがあり、その日の回は休止となるが、当該作品の最終回まで収録済みのため休止に出来ず、本番組の直後にフジテレビ制作のネットワークセールス枠のワイドショーがない時期には14:00以降の日中帯に繰り下げて放送することもあった。前枠の『ライオンのごきげんよう』とセットで繰り下げて放送する場合もあった[注釈 15][注釈 16]。

### 放送時間
| 期間                                                       | 放送時間 (JST)                    |
| ---------------------------------------------------------- | --------------------------------- |
| 1964年5月4日 - 1976年4月2日                                | 月曜 - 金曜 13:30 - 13:45（15分） |
| 1976年4月5日 - 2013年3月29日 2013年9月30日 - 2015年3月27日 | 月曜 - 金曜 13:30 - 14:00（30分） |
| 2013年4月1日 - 9月27日                                     | 月曜 - 金曜 13:30 - 13:58（28分） |
| 2015年3月30日 - 2016年3月31日                              | 月曜 - 金曜 13:25 - 13:55（30分） |

## 放送作品一覧
- 「#」は通算作品数を表す。

## ネット局

### 廃枠時点でのネット局
| 放送対象地域   | 放送局                    | 系列                                         | 放送日時                  | ネット状況 |
| -------------- | ------------------------- | -------------------------------------------- | ------------------------- | ---------- |
| 中京広域圏     | 東海テレビ（THK）         | フジテレビ系列                               | 月曜 - 金曜 13:25 - 13:55 | 制作局     |
| 北海道         | 北海道文化放送（uhb）     | フジテレビ系列                               | 月曜 - 金曜 13:25 - 13:55 | 同時ネット |
| 岩手県         | 岩手めんこいテレビ（mit） | フジテレビ系列                               | 月曜 - 金曜 13:25 - 13:55 | 同時ネット |
| 宮城県         | 仙台放送（OX）            | フジテレビ系列                               | 月曜 - 金曜 13:25 - 13:55 | 同時ネット |
| 秋田県         | 秋田テレビ（AKT）         | フジテレビ系列                               | 月曜 - 金曜 13:25 - 13:55 | 同時ネット |
| 山形県         | さくらんぼテレビ（SAY）   | フジテレビ系列                               | 月曜 - 金曜 13:25 - 13:55 | 同時ネット |
| 福島県         | 福島テレビ（FTV）         | フジテレビ系列                               | 月曜 - 金曜 13:25 - 13:55 | 同時ネット |
| 関東広域圏     | フジテレビ（CX）          | フジテレビ系列                               | 月曜 - 金曜 13:25 - 13:55 | 同時ネット |
| 新潟県         | 新潟総合テレビ（NST）     | フジテレビ系列                               | 月曜 - 金曜 13:25 - 13:55 | 同時ネット |
| 長野県         | 長野放送（NBS）           | フジテレビ系列                               | 月曜 - 金曜 13:25 - 13:55 | 同時ネット |
| 静岡県         | テレビ静岡（SUT）         | フジテレビ系列                               | 月曜 - 金曜 13:25 - 13:55 | 同時ネット |
| 富山県         | 富山テレビ（BBT）         | フジテレビ系列                               | 月曜 - 金曜 13:25 - 13:55 | 同時ネット |
| 石川県         | 石川テレビ（ITC）         | フジテレビ系列                               | 月曜 - 金曜 13:25 - 13:55 | 同時ネット |
| 福井県         | 福井テレビ（FTB）         | フジテレビ系列                               | 月曜 - 金曜 13:25 - 13:55 | 同時ネット |
| 近畿広域圏     | 関西テレビ（KTV）         | フジテレビ系列                               | 月曜 - 金曜 13:25 - 13:55 | 同時ネット |
| 島根県・鳥取県 | 山陰中央テレビ（TSK）     | フジテレビ系列                               | 月曜 - 金曜 13:25 - 13:55 | 同時ネット |
| 岡山県・香川県 | 岡山放送（OHK）           | フジテレビ系列                               | 月曜 - 金曜 13:25 - 13:55 | 同時ネット |
| 広島県         | テレビ新広島（tss）       | フジテレビ系列                               | 月曜 - 金曜 13:25 - 13:55 | 同時ネット |
| 愛媛県         | テレビ愛媛（EBC）         | フジテレビ系列                               | 月曜 - 金曜 13:25 - 13:55 | 同時ネット |
| 高知県         | 高知さんさんテレビ（KSS） | フジテレビ系列                               | 月曜 - 金曜 13:25 - 13:55 | 同時ネット |
| 福岡県         | テレビ西日本（TNC）       | フジテレビ系列                               | 月曜 - 金曜 13:25 - 13:55 | 同時ネット |
| 佐賀県         | サガテレビ（STS）         | フジテレビ系列                               | 月曜 - 金曜 13:25 - 13:55 | 同時ネット |
| 長崎県         | テレビ長崎（KTN）         | フジテレビ系列                               | 月曜 - 金曜 13:25 - 13:55 | 同時ネット |
| 熊本県         | テレビくまもと（TKU）     | フジテレビ系列                               | 月曜 - 金曜 13:25 - 13:55 | 同時ネット |
| 大分県         | テレビ大分（TOS）         | 日本テレビ系列 フジテレビ系列                | 月曜 - 金曜 13:25 - 13:55 | 同時ネット |
| 宮崎県         | テレビ宮崎（UMK）         | フジテレビ系列 日本テレビ系列 テレビ朝日系列 | 月曜 - 金曜 13:25 - 13:55 | 同時ネット |
| 鹿児島県       | 鹿児島テレビ（KTS）       | フジテレビ系列                               | 月曜 - 金曜 13:25 - 13:55 | 同時ネット |
| 沖縄県         | 沖縄テレビ（OTV）         | フジテレビ系列                               | 月曜 - 金曜 13:25 - 13:55 | 同時ネット |

### 途中打ち切りのネット局
※系列は現在のもの。
| 放送対象地域 | 放送局                | 系列           | 放送日時                                 | 備考 |
| ------------ | --------------------- | -------------- | ---------------------------------------- | --- |
| 北海道       | 札幌テレビ（STV）     | 日本テレビ系列 | 月曜 - 金曜 14:30 - 15:00                | 1972年4月から北海道文化放送へ移行した。 |
| 青森県       | 青森テレビ（ATV）     | TBS系列        | 不明                                     | 『新・風のロンド』を放送したことがある。 |
| 青森県       | 青森朝日放送（ABA）   | テレビ朝日系列 | 不明                                     | 『花嫁のれん』（第3シリーズ）を2014年4月 - 6月に放送していた。 |
| 岩手県       | 岩手放送(IBC)         | TBS系列        | 月曜 - 金曜 14:30 - 15:00                | [ 注釈 22 ] [ 注釈 23 ] |
| 山形県       | 山形テレビ（YTS）     | テレビ朝日系列 | 同時ネット                               | テレビ朝日系列へのネットチェンジに伴い1993年3月31日に打ち切り。当時放映されていた作品は『正しい結婚』を同年3月31日分の放映終了後、最後の2話分を14:00 - 15:00まで先行して放送していた。 |
| 山形県       | テレビユー山形（TUY） | TBS系列        | 月曜 - 金曜 11:00 - 11:30                | 1993年4月から1997年3月まで、一部作品を遅れネットで放送。 |
| 福島県       | 福島中央テレビ（FCT） | 日本テレビ系列 | 月曜 - 金曜 13:30 - 13:45 （同時ネット） | 1970年4月開局当時から1971年9月まで、フジテレビ系列とNETテレビ系列のクロスネット局だった関係で、『遠い砂丘』から『殉愛』までを放送。                                                    |
| 広島県       | 広島テレビ（HTV）     | 日本テレビ系列 | 不明                                     | 1975年10月からテレビ新広島へ移行した。 |
| 山口県       | 山口放送（KRY）       | 日本テレビ系列 | 不明                                     | 1970年代半ばの一時期、ごく一部の作品を放送していた。 |
| 山口県       | テレビ山口（tys）     | TBS系列        | 不明                                     | 1987年9月のフジテレビ系列を脱退してからかなり後に『牡丹と薔薇』を番販購入扱いで放送した事がある。                                                                                      |
| 山口県       | 山口朝日放送（yab）   | テレビ朝日系列 | 不明                                     | 『愛の嵐』や『華の嵐』を放送した事がある。 |
| 徳島県       | 四国放送（JRT）       | 日本テレビ系列 | 不明                                     | 1992年10月より。特に、14時台にTBSの『愛の劇場』とセットで遅れネットしていた。ビッグトゥデイのフルネット化により打ち切り。                                                              |
| 香川県       | 西日本放送（RNC）     | 日本テレビ系列 | 同時ネット                               | 1979年4月から岡山放送へ移行した。 |
| 高知県       | テレビ高知（KUTV）    | TBS系列        | 不明                                     | 1970年代と1980年代の一時期に一部作品を放送した事がある。 |
| 高知県       | 高知放送（RKC）       | 日本テレビ系列 | 不明                                     | 高知さんさんテレビ開局直前の1990年代の一時期、14時台に一部作品を放送した事がある。 |

### 備考
- 福島テレビは1983年10月3日放送開始。放送開始前は毎日放送・CBCテレビ制作のTBS系ドラマを放送していた。
- 岡山放送は開局からしばらくは同時ネットしていたが、1970年代に当時クロスネット局だった関係でテレビ朝日系列の番組（『13時ショー』、『徹子の部屋』など）の同時ネットに切り替えたために時差ネットとなったが、1979年4月の相互乗り入れ開始により同時ネットに復帰した。
- 鹿児島テレビはかつて月曜 - 金曜ドラマ再放送枠での不定期放送を行っていたが、月曜 - 金曜13時台の番組改編（日本テレビ系列からフジテレビ系列への帯番組同時ネット枠切り替え）に伴い、1987年10月5日からはキー局と同一時間帯の定期放送へ移行（『いまどきの姑』から）。これにより、当番組はフジテレビ系列全局での同時ネット化を達成した。
- テレビ大分・テレビ宮崎のクロスネット局2局は2016年3月31日にこのドラマの枠の廃枠に伴い、東海テレビを中心とした在名民放テレビ局制作の同時ネットのレギュラー番組が姿を消した。
- 2023年4月現在、BS松竹東急とBS11と有料放送の日本映画専門チャンネルで再放送している。過去には、Dlife（閉局）や一部地上波やCS放送にて再放送していた。
  - 砂の城（BS松竹東急、14:00 - 14:30、9:30 - 10:00（再放送）→4月3日 - 、17:00 - 17:30、11:30 - 12:00（再放送））
  - 冬の輪舞（BS11、11:29 - 12:00 4月14日終了）
  - 娼婦と淑女（BS11、初回：4月2日 - 、5:00 - 5:30・第2話以降4月7日 - （金曜 - 日曜） 5:00 - 5:30）
  - 花嫁のれん（第1シリーズ）（BS11、4月17日 - 、11:29 - 12:00）
  - 新・愛の嵐（日本映画専門チャンネル、4月3日 - 、12:00 - 12:30、12:30 - 13:00　2話連続）
  - 牡丹と薔薇（日本映画専門チャンネル、12:00 - 12:30、12:30 - 13:00 2話連続→17:00 - 19:30 5話連続 4月18日終了）